# Айба
Айба (словен. Ajba) — мале поселення на правому березі річки Соча в общині Канал, Регіон Горишка, Словенія. Висота над рівнем моря: 166,1 м.